# 吴文学
吴文学（1955年9月—），河北抚宁人。中国共产党党员。辽宁大学政治经济学专业函授毕业，南开大学国经系与财政部财政科学研究所财政学专业在职研究生学历，经济学博士学位。
历任辽宁省抚顺市政府副秘书长，市委常委、市委秘书长，市委副书记、常务副市长；海南省三亚市市委副书记、常务副市长；海南省旅游局局长；国家旅游局规划发展与财务司司长等职。2013年9月，升任国家旅游局副局长。2016年6月，被免去国家旅游局副局长职务。